# Centro de Desarrollo Local y Comunitario
El Centro de Desarrollo Local y Comunitario (CEDEL) es un centro cubano de investigación y desarrollo fundado en 2007, que ofrece servicios científico – técnicos en materia de desarrollo local. Se encuentra adscrita a la Agencia de Ciencias Sociales y Humanísticas del Ministerio de Ciencia, Tecnología y Medio Ambiente. En la actualidad se encuentra entre las principales instituciones cubanas que investigan e intervienen en acciones de promoción del desarrollo local. Entre sus resultados se encuentra la elaboración de la Metodología de Estrategias de Desarrollo Municipal (EDM) y varios años de acompañamiento a más de treinta gobiernos municipales y provinciales en la promoción de acciones para el desarrollo de los territorios cubanos. Es un referente para las instituciones cubanas y la colaboración internacional.
Por su labor en la promoción del desarrollo local y la planificación estratégica municipal, varios investigadores de CEDEL obtuvieron el Premio Nacional de Innovación Tecnológica 2018.

## Historia
Este Centro tiene sus antecedentes en un pequeño grupo de trabajo perteneciente al Centro de Investigaciones Psicológicas y Sociológicas (CIPS), el cual exhibía positivos resultados científico-técnicos, introducidos en la práctica social que tributaban al desarrollo sostenible e integral de las comunidades cubanas. Sus resultados de investigación en la época eran producto de la sistematización de los procesos que facilitaban y acompañaban, incluían el estudio de experiencias de desarrollo comunitario en La Habana, de desarrollo municipal en Yaguajay, Mella, Contramaestre y Manatí; así como estudios sobre el proceso de desarrollo de los macizos montañosos del país. Igualmente, ha conducido proyectos internacionales para apoyar el desarrollo de los municipios a través de la promoción de actividades productivas, innovación y transferencia de tecnologías. También se ha desempeñado en la integración con otros organismos e instituciones nacionales vinculadas a la temática del desarrollo municipal. En estos momentos comienza a trabajar de manera diferente, a través de la colaboración en la Red Nacional de Desarrollo Local (REDESLOC) Archivado el 16 de enero de 2019 en Wayback Machine..

## La Estrategia de Desarrollo Municipal

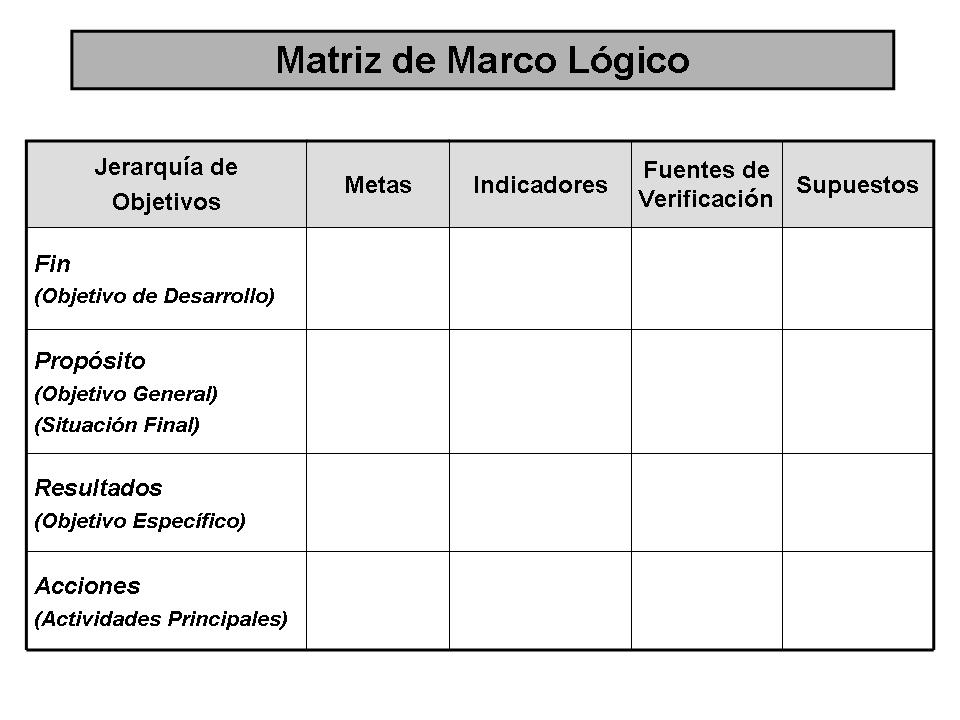
Matriz de marco lógico de 5 columnas.

La Estrategia Municipal de Desarrollo es el producto estrella de CEDEL. Consiste en una metodología, una herramienta participativa, liderada por el gobierno local, que permite organizar y articular a actores y acciones en función de llevar a cabo el proceso de desarrollo del municipio. Combina elementos de metodologías de Marco Lógico con Planificación Estratégica dirigido a los fines del desarrollo endógeno de los municipios y considerando las características operativas de la administración pública cubana.
La Estrategia Municipal de Desarrollo se despliega a partir de líneas estratégicas que se definen según los potenciales endógenos y las prioridades del municipio y concretan a través programas y proyectos. Esta compromete al gobierno y actores locales a pensar de forma más integrada y territorial su actuación en el municipio; y su éxito depende de que pase a formar parte de la gestión cotidiana de la administración local y se evalúe y ajuste sistemáticamente.
La Estrategia trae consigo la transformación de un pensamiento eminentemente operativo y enfocado a dar respuesta a las tareas asignadas por organismos superiores y en la solución de los problemas más apremiantes, por uno de carácter estratégico, más holístico y mejor articulado. Resulta, sin duda, el basamento que orienta hacia donde deben encaminarse los principales esfuerzos en el municipio, incluido, el propio proceso de desarrollo de capacidades municipales. 
El acompañamiento a municipios cubanos en la elaboración de sus Estrategias de Desarrollo, ha sido el plato fuerte de la labor realizada por el centro. Para ello, se ha ideado e implementado un ejercicio metodológico dinámico y flexible que, adecuándose a los ritmos que impone el funcionamiento de las administraciones municipales, facilite su formulación por parte del gobierno local (como líder del proceso) conjuntamente con los actores claves del territorio. Una vez que los municipios disponen de la Estrategia de Desarrollo, el centro también acompaña y asesora a los gobiernos locales en la implementación y monitoreo de la misma, y en la exploración de formas posibles de integración con otros instrumentos de planificación operantes.
Al momento, el CEDEL ha acompañado la elaboración y actualización de su estrategia de desarrollo en 27 municipios.

## Gestión de la tecnología para el desarrollo local
Otra de las funciones de CEDEL ha sido la transferencia de tecnología. Propiamente la creación y difusión de la Estrategia Municipal de Desarrollo ha sido una tecnología blanda que se ha transferido hacia los municipios cubanos donde CEDEL actúa. Pero también se ha realizado un exhaustivo trabajo de recopilación de tecnologías adecuadas cubanas para el facilitar el desarrollo productivo del municipio. Estas se han materializado en la creación de un catálogo de tecnologías que se actualiza de manera permanente.

## Trabajo con proyectos de colaboración internacional
Entre las instituciones internacionales con las que CEDEL ha trabajado se encuentra, la Agencia Canadiense de Desarrollo Internacional (ACDI), quien financió durante cuatro años el Proyecto Bilateral de Desarrollo Local en los municipios Mella y Contramaestre. Este Proyecto resultó evaluado por esta agencia como uno de los tres más exitosos de los realizados en Cuba a partir de los resultados que se obtuvieron. En esta misma dirección trabajó con la ONG Alternatives de Canadá quien fuera su contraparte extranjera en el referido proyecto. Además, con esta misma organización se desarrollan pequeños proyectos de Desarrollo Local en los municipios de Jatibonico, Fomento y el municipio Manuel Tames en la provincia de Guantánamo. 
Con el Programa de Naciones Unidas para el Desarrollo (PNUD) trabajó en el Programa de Desarrollo Humano Local (PDHL). En el caso concreto de los municipios Fomento y Jatibonico las líneas directrices para las acciones del PDHL partieron de las estrategias de Desarrollo Local elaboradas con nuestros instrumentos metodológicos por los Consejos de Administración Municipales. 
Otro de los proyectos en que participa en conjunto con el PNUD es el denominado Bases Ambientales para la Sostenibilidad Alimentaria Local (BASAL). Este tiene como objetivo apoyar la adaptación al cambio climático, contribuyendo al desarrollo socioeconómico continuado y sostenible de la República de Cuba. Su resultado principal ha sido la reducción de las vulnerabilidades relacionadas con el cambio climático en el sector agrícola a nivel local y nacional. CEDEL ha intervendio asesorando en el diseño de estrategias municipales de desarrollo en 3 municipios: Los Palacios, Güira de Melena y Jimaguayú.
Con la Ayuda Popular Noruega (APN) se desarrolló un proyecto de producción de flores y plantas ornamentales para el municipio Yaguajay, con el cual se logró movilizar un importante potencial productivo dentro de un sector de servicios acompañado de un proceso de capacitación que logró importantes cambios en el desempeño de la dirección de comunales llegando a satisfacer una demanda altamente sensible de la población.
Las relaciones con la Agencia Suiza para el Desarrollo y la Cooperación (COSUDE) han sido las más estables, duraderas e importantes. Comenzaron con el financiamiento del Catálogo de tecnologías apropiadas que persigue dotar a los gobiernos municipales de un instrumento que les permita acceder a tecnologías muy ventajosas como solución de problemas locales y que están a disposición en el país. La primera versión de dicho catálogo, con unas 80 tecnologías, concluyó en diciembre de 2007. Se realizaron ediciones posteriores.

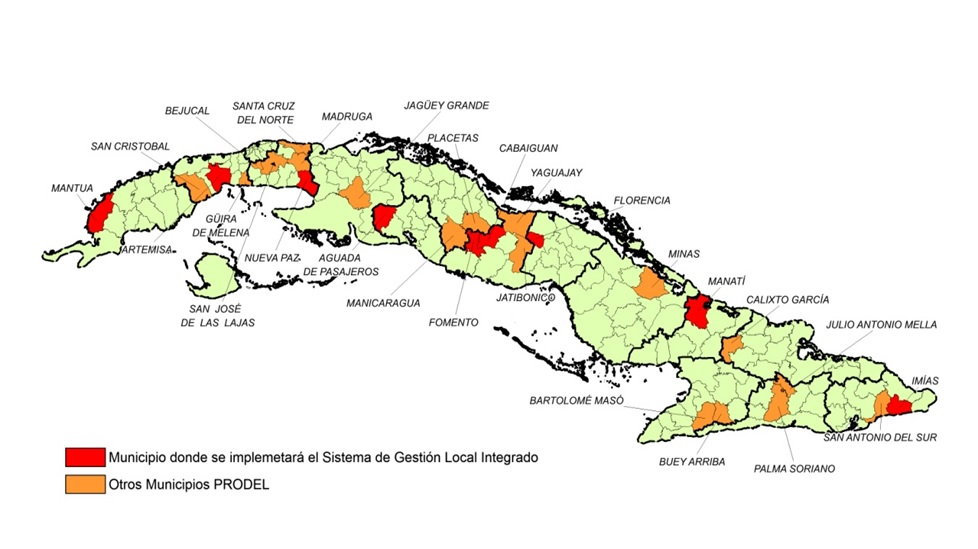
Presencia territorial del Programa de Fortalecimiento de las Capacidades para el Desarrollo Local en municipios cubanos

El proyecto Fortalecimiento de las capacidades municipales para el desarrollo local (PRODEL) ha sido el más estable y ambicioso. Aún se encuentra en implementación. Su objetivo es ayudar a garantizar que el municipio controle su propio desarrollo, en el marco de las políticas nacionales de desarrollo. La intervención tiene como objetivo crear instrumentos y capacidades organizacionales, permitiendo que los municipios asuman su papel en la definición de su estrategia de desarrollo y planificación de las inversiones, así como una mayor participación de la cuidadanía en el mismo.
El proyecto PRODEL avanzó en una primera fase de 2012 a 2015 en la creación de capacidades en los municipios cubanos para la gestión del desarrollo local, básicamente con la adopción en estos territorios de la Estrategia Municipal de Desarrollo. El panorama posterior a 2015 ha cambiado tanto en estos municipios y nivel nacional. Se reconoce la necesidad de la descentralización territorial, aparecen nuevas fuentes de financiamiento para el desarrollo local, se incrementa la cooperación internacional, Cuba se adhiere a los Objetivos de Desarrollo Sostenible, se fortalece el sector de micro y pequeñas empresas privadas cubanas y el cooperativismo no agropecuario, entre otros cambios relevantes. Esto permitió que se buscara la consolidación del proyecto, por lo que se trabajará en un grupo de municipios de PRODEL con un Sistema de Gestión Local Integrada.

## Publicaciones
- 2006: Desarrollo Local en Cuba. Retos y perspectivas. Ada Guzón Camporredondo (Compiladora). Editorial Academia. La Habana  Archivado el 20 de diciembre de 2018 en Wayback Machine..
- 2011: Cataurito de herramientas para el desarrollo local. Ada Guzón Camporredondo (Compiladora). Editorial Caminos. La Habana  Archivado el 20 de diciembre de 2018 en Wayback Machine..
- 2013: Guía para la gestión integral de residuos sólidos municipales. Rodríguez Frade, N. E., J. M. Brito De la Torre y R. A. Bérriz Valle. Editorial AMA, La Habana  Archivado el 11 de abril de 2019 en Wayback Machine..
- 2014: Catálogo de tecnologías para el desarrollo local. Humberto Pomares Ayala (Compilador). Editorial AMA. La Habana.  Archivado el 20 de diciembre de 2018 en Wayback Machine..
- 2015: Tecnologías apropiadas de energía renovable para proyectos municipales. Colectivo de Autores. Editorial Cubasolar, La Habana.
- 2018: Manual de instrucción y selección de equipos y herramientas de la construcción para el desarrollo local. Díaz Nimo, Alfredo. Editorial Cubasolar, La Habana.  Archivado el 20 de diciembre de 2018 en Wayback Machine..
- 2020: Cataurito de herramientas para el desarrollo local. Vol. 2.  Ada Guzón Camporredondo (Compiladora). CEDEL, La Habana.
- 2021: Diversas miradas al desarrollo local en Cuba. Ada Guzón Camporredondo y Joaquín Olivera Romero (Compiladores). Editorial Academia, La Habana.